# Magic TV
Magic TV è stata un'emittente televisiva italiana privata.

## Storia
L'emittente nacque come televisione locale romana nel novembre del 1986 con il nome di Teleflash sulla frequenza televisiva analogica terrestre D per iniziativa di Nunzio Fabrizio Rotondo. Trasmetteva sul canale UHF 37 per la zona di Roma e provincia. Successivamente estese il proprio segnale in gran parte del centro Italia, mentre nel resto della penisola le trasmissioni avvenivano in interconnessione con altre emittenti televisive, in modo da coprire capillarmente l'intero territorio nazionale.
Nel 1990 iniziò la collaborazione con MTV britannica, che durò un anno. La programmazione era indirizzata principalmente ad un pubblico giovanile. In séguito alla nascita di MTV Italia, Teleflash diventò Magic TV e proponeva una programmazione musicale indipendente, trasmettendo in stereofonia e in letterbox, entrando in concorrenza con MTV.
L'emittente trasmetteva, oltre alla quotidiana rotazione di videoclip musicali, svariate rubriche dedicate al mondo della musica, tra cui 80/90, I Miti di Paolo, Dr.Heavy e Mr.Hard, Black Time, DiscoBox, Airport Cafè, Veejay & Friends, The List, 70-92, Magic Dance Notte, Magic Jazz Magic Playlist, 10+ Top Web, En Vivo. Dal 1997 inglobava nel proprio palinsesto la programmazione del network musicale interattivo The Box, fino alla scomparsa di quest'ultimo. Tra i VJ che si alternavano alla conduzione ed alla realizzazione delle rubriche c'erano Laura Antonini, Angela Fiorella, Paolo Mancini, Nunzio Fabrizio Rotondo, Fabrizio Rotondo, Silvia Notargiacomo, Andrea Tommasi.
Dal 1º gennaio 2000 Magic TV trasmetteva anche sul satellite in modalità free to air: l'emittente diventò dunque visibile gratuitamente in tutto il territorio di Europa, Medio Oriente e Nordafrica. Per questo motivo, la frequenza terrestre UHF 37 venne ceduta al gruppo 7 Gold, dove nacque 7 Gold Lazio.
Magic TV rimase quindi visibile esclusivamente via satellite, dove vennero diffuse anche le emittenti affiliate Sat8 e Sat9. Le tre emittenti cessarono definitivamente le trasmissioni il 1º settembre 2008.